# Apeadeiro de Campilho
O Apeadeiro de Campilho é uma interface encerrada da Linha do Corgo, que servia a zona de Campilho, no concelho de Chaves, em Portugal.

## História
Este apeadeiro fazia parte do lanço da Linha do Corgo entre Vidago e Tâmega, que entrou ao serviço em 20 de Junho de 1919.
O lanço entre Chaves e Vila Real foi encerrado em 2 de Janeiro de 1990, pela empresa Caminhos de Ferro Portugueses.